# Roeland ten Berge
Roeland ten Berge (Hoogeveen, 19 maart 1977) is sinds juli 2023 de hoofdtrainer bij PSV Vrouwen.

## Carriere
Tot 2017 was Ten Berge hoofdtrainer bij enkele top-amateurclubs. In januari 2017 werd hij ontslagen bij DVS '33 Ermelo. In de zomer van 2017 nam hij het stokje over van Jan Schulting, die na één seizoen werd ontslagen als trainer van sc Heerenveen Vrouwen. Medio mei 2022 werd bekend dat hij na vijf seizoenen afscheid nam van de Heerenveense Eredivisionist en de uitdaging aanging in Zwolle. Nog voordat het seizoen begon gingen de club en Ten Berge uit elkaar nadat hij een aanbod kreeg van Go Ahead Eagles om assistent-trainer te worden van de hoofdselectie.